# Honschaft Obschwarzbach
Die Honschaft Obschwarzbach war vom Mittelalter bis zum 19. Jahrhundert eine Honschaft im Landgericht Mettmann des bergischen Amtes Mettmann.
Zu der Honschaft gehörten laut dem Schatz- und Lagerbuch des Amtes Mettmann im 17. und 18. Jahrhundert die Ortschaften und Wohnplätze Angeren, Streitfeldt, buchmülle, Haugenhauß, dangers, Zum Haeffen, Der Tacken Kott, Der Dreyhoff, Weinbeck, Klein Schaeffstall, Irdelen, Schwarzdick, Schramenhauß, Zur Burg, Prangenhauß, Zur Müllen, Kneurenhauß, Ulckenhauß, Leppers, Klein schrammenhauß, Groß schrammenhauß, Webbers, Newenhauß, Groß schaeffstall, Nockenhauß, Zum hoeff, Hameshauß, fahnenheit, Calshauß, fromeshüßgen, Heidtkampf, Konßenhauß, breitbachs hauß, Hewhauß, berg, Hasenhauß, fettenhauß, fromes hackland, lutters Hacklandt, Undrist berg, broch, In der scheuren, Paschmes, Dhur, Bibelskirch, Das häußgen, boxhauß, großellem ?, Hückelen, schmers, blanckescheur, Stameshauß, Hoppenhauß, Kohrskaul, Hendrichs Dörk, Pütz, Hoppenheidt, Landtwehr, Weitbausch, Scharpenstein und Scharpen Steins heidt.
Im Zuge einer Verwaltungsreform innerhalb des Großherzogtums Berg wurde 1808 die Bürgermeisterei Mettmann gebildet, von der die Honschaft Obschwarzbach ein Teil wurde. Das Honschaftsgebiet gehörte infolgedessen im 19. Jahrhundert zur bergischen Bürgermeisterei Mettmann im Kreis Elberfeld des Regierungsbezirks Düsseldorf innerhalb der preußischen Rheinprovinz.
Laut der Statistik und Topographie des Regierungsbezirks Düsseldorf von 1832 gehörten zu der Honschaft die Ortschaften und Wohnplätze Am Dörken, Am Dreihof, Am Haferhäuschen, Am Pütt, Am Saterdag, Am Scharpenstein, Am Schwarzendick, Am untersten Berg, An den Höckelen, Angermühle, Auf dem Berg, Bibelskirch, Brebeckshaus, Brinkmannshaus, Große Schafstall, Großhackland, Großschrammenhaus, Hammeshaus, Hasenhaus, Hoferneuhaus, Hoppenhaus, Hoppenheide, Hugenhaus, Im Duhr, In der Mitdelle, Karlshaus, Knürenhaus, Neuenhaus, Oelkenhaus, Prangenhaus, Sarmenhaus, Stammeshaus, Wiembeck, Zum Hafen, Zum Hof, Zur Burg und Zur Mühlen.
Das Gebiet der Honschaft Obschwarzbach lag im Nordosten der Bürgermeisterei Mettmann, die seit 1846 eine Gemeinde gemäß der Gemeinde-Ordnung für die Rheinprovinz vom 23. Juli 1845 und seit 1856 eine Stadt gemäß der Rheinischen Städteordnung bildete. Im Jahre 1914 wurde ein Teil von Obschwarzbach aus der Stadt Mettmann in die Stadt Wülfrath umgemeindet. In Obschwarzbach und Niederschwarzbach entstand in den 1960er Jahren eine größere geschlossene Wohnsiedlung.